# Instituto del Patrimonio Cultural de España

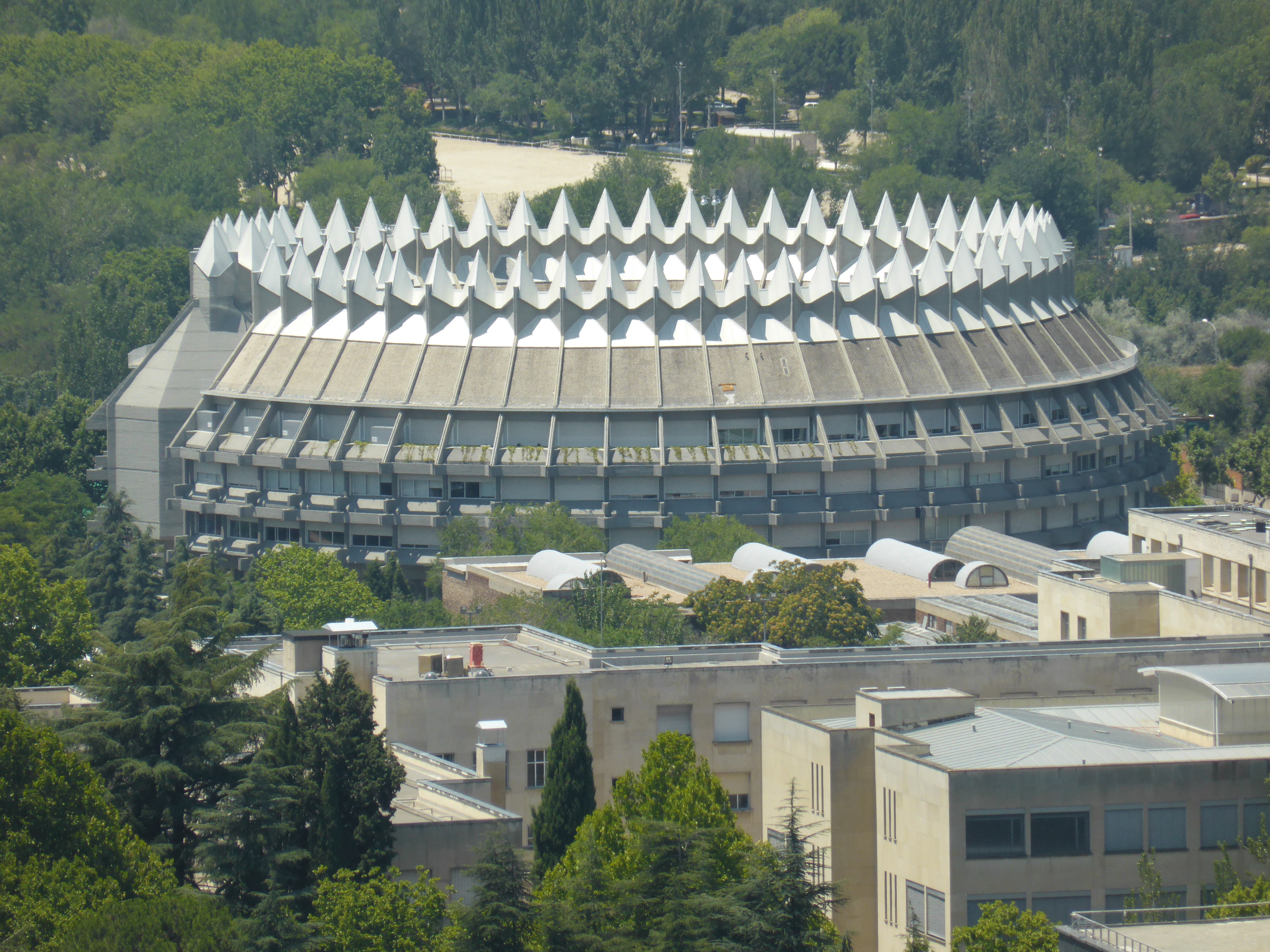
El Instituto del Patrimonio Cultural de España, desde el Faro de Moncloa.

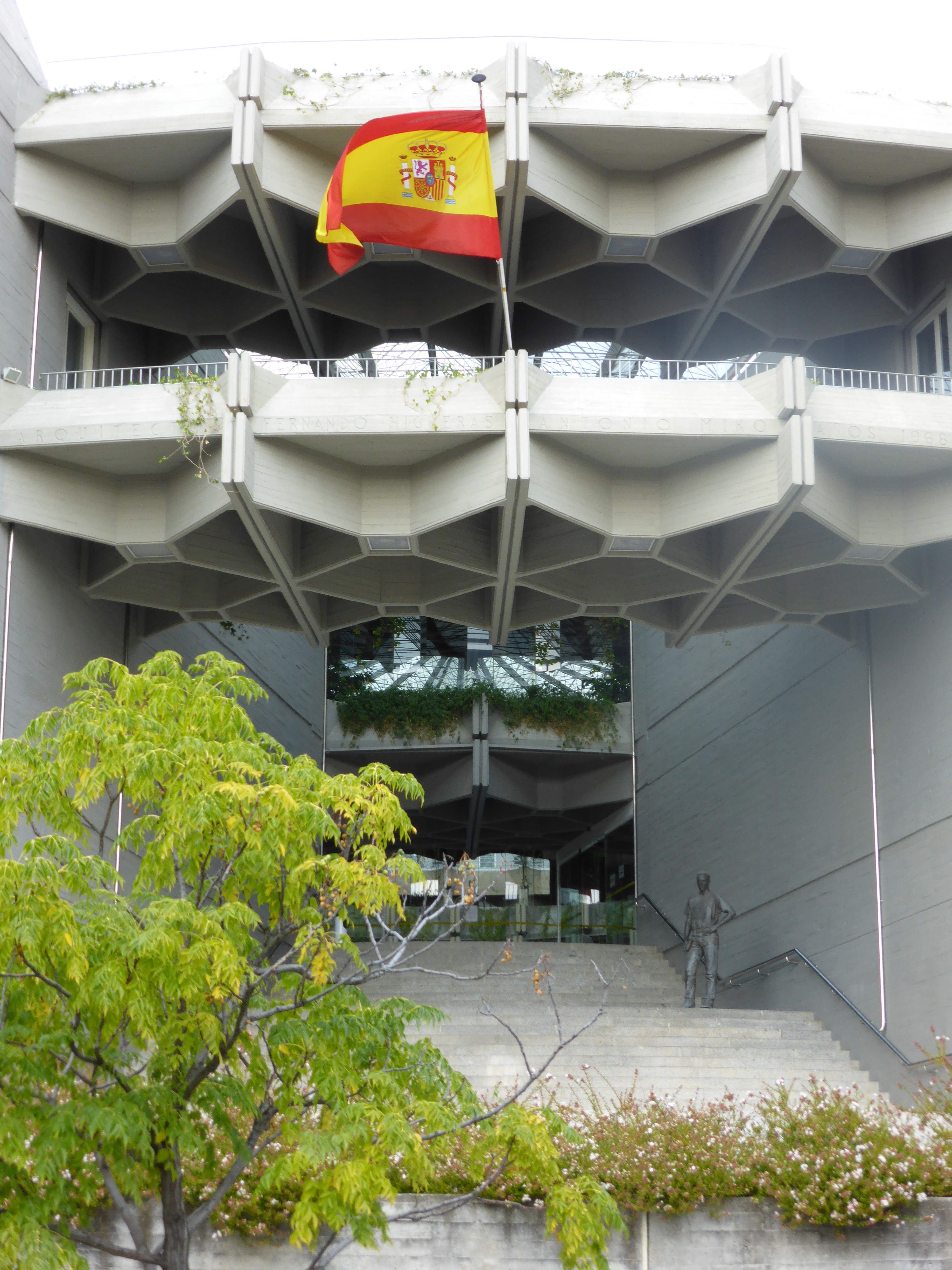
Entrada principal del IPCE.

El Instituto del Patrimonio Cultural de España (IPCE) es una institución pública dedicada a la conservación y restauración de los bienes culturales que conforman el patrimonio histórico español. Para ello integra en su personal especialistas de diversas disciplinas: Arquitectura, Arqueología, Etnografía, Conservación-Restauración, Física, Geología, Química, Biología, Arte, Documentación, Informática, Fotografía, Biblioteconomía y Archivística entre otras. Se configura como una Subdirección General de la Dirección General de Patrimonio Cultural y Bellas Artes del Ministerio de Cultura.
La sede del Instituto del Patrimonio Cultural de España se encuentra en Madrid, en la calle Pintor El Greco, número 4, de la Ciudad Universitaria, muy cerca del palacio de la Moncloa.

## Historia
En tiempos de la Segunda República, se creó la Junta Superior del Tesoro Artístico Nacional encargada de la catalogación, defensa y conservación del patrimonio artístico nacional, cuyas funciones al comenzar la guerra fueron asumidas por la Junta de Incautación y Protección del Patrimonio Artístico. 
Desde mediados del siglo XX el Estado contaba con tres organismos dedicados al patrimonio cultural: el Servicio de Defensa del Patrimonio Artístico Nacional (SDPAN), el Instituto de Conservación y Restauración de Obras de Arte (ICROA) y el Servicio Nacional de Restauración de Libros y Documentos (SELIDO).
En 1985 se unificaron los tres organismos junto con el Centro Nacional de Información Artística, Arqueológica y Etnológica, la Subdirección General de Monumentos y la Subdirección General de Arqueología y Etnología. De la fusión surgió el ICRBC (Instituto de Conservación y Restauración de Bienes Culturales).
Después de otros cambios de denominación, en 2008 pasa a llamarse Instituto del Patrimonio Cultural de España (IPCE).

## La sede
El inmueble, proyecto de los arquitectos Fernando Higueras y Antonio Miró Valverde, está inscrito en un círculo de unos 40 metros de radio y dividido en 30 gajos principales. Está distribuido en cuatro plantas circulares, conectadas verticalmente por medio de escaleras y ascensores, excepto la entreplanta.
Por su aspecto exterior, este edificio es conocido popularmente en Madrid como la Corona de Espinas.
El edificio fue declarado Bien de Interés Cultural con categoría de monumento por Real Decreto 1261/2001 de 16 de noviembre (BOE de 30 de noviembre de 2001, n.º 287), siendo entonces el único inmueble declarado BIC en vida de un autor.

## Áreas de actuación del IPCE

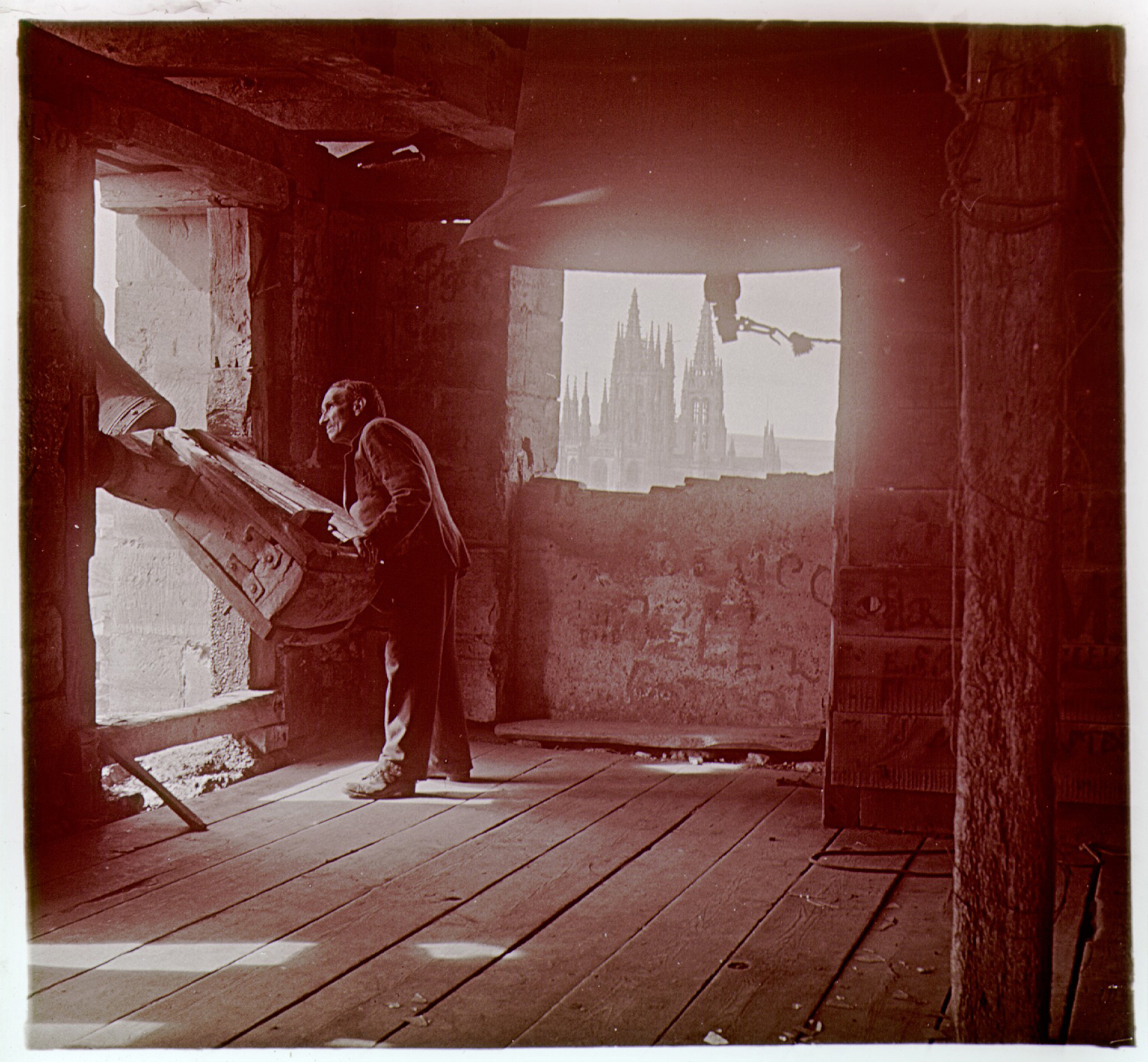
Campanero de Burgos, en la torre de San Gil. Fotografía de Eustasio Villanueva, entre los años 1913 y 1929. Archivo Villanueva, de la Fototeca del IPCE.

El IPCE desarrolla su labor en torno a cuatro áreas de actuación:
- Área de intervención en bienes culturales. Lleva a cabo labores de investigación, conservación y restauración de bienes culturales; asesoramiento a proyectos de intervención en bienes culturales remitidos por otras instituciones públicas y privadas; gestión de informes de préstamo y correo de exposiciones desarrolladas por instituciones estatales.[2]
- Área de investigación y formación. Asesora en métodos y materiales para el tratamiento de bienes culturales; realización del diseño de métodos analíticos que contribuyen al diagnóstico del estado de conservación de los bienes culturales, y determinación de las condiciones ambientales en el almacenamiento, exposición y traslado de bienes culturales. Y también elabora el programa formativo, realizando conferencias y congresos especializados.
- Área de documentación y difusión. Se encarga de las publicaciones del IPCE (libros y revistas, tanto en papel como digitales), así como de la puesta en valor de la información disponible sobre patrimonio histórico en el archivo, la biblioteca y la fototeca del centro (que incluye el Archivo fotográfico Ruiz Vernacci, con los negativos de J. Laurent, y los archivos Moreno, Loty, Villanueva, Wunderlich, Cabré, Conde de Polentinos, Pando y otros). Atiende solicitudes de información procedentes de ciudadanos y organismos.
- Área económica y de régimen interno.

## Galería

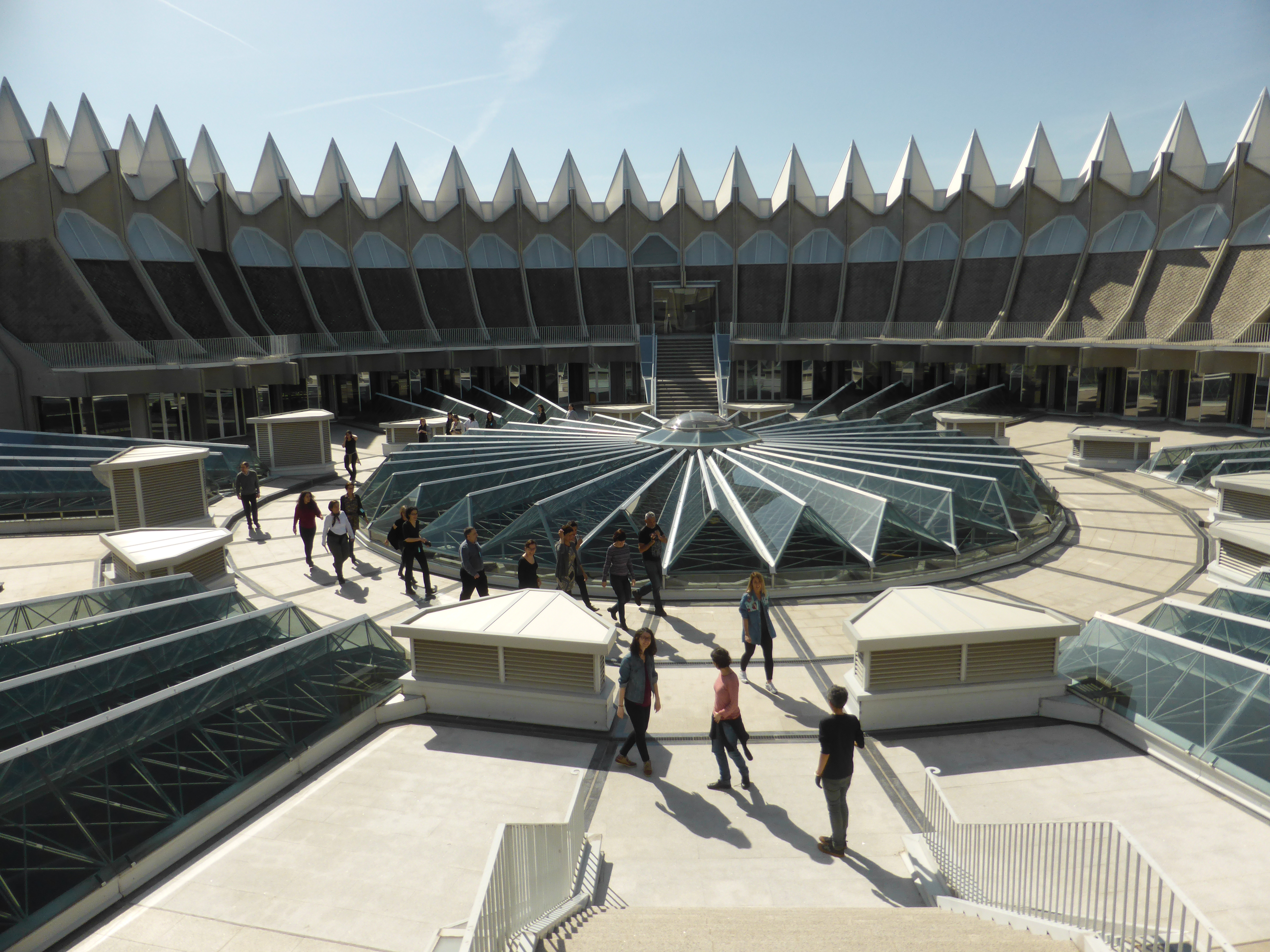
Cubierta o terraza en la planta 3ª, rodeada de agujas o pináculos.
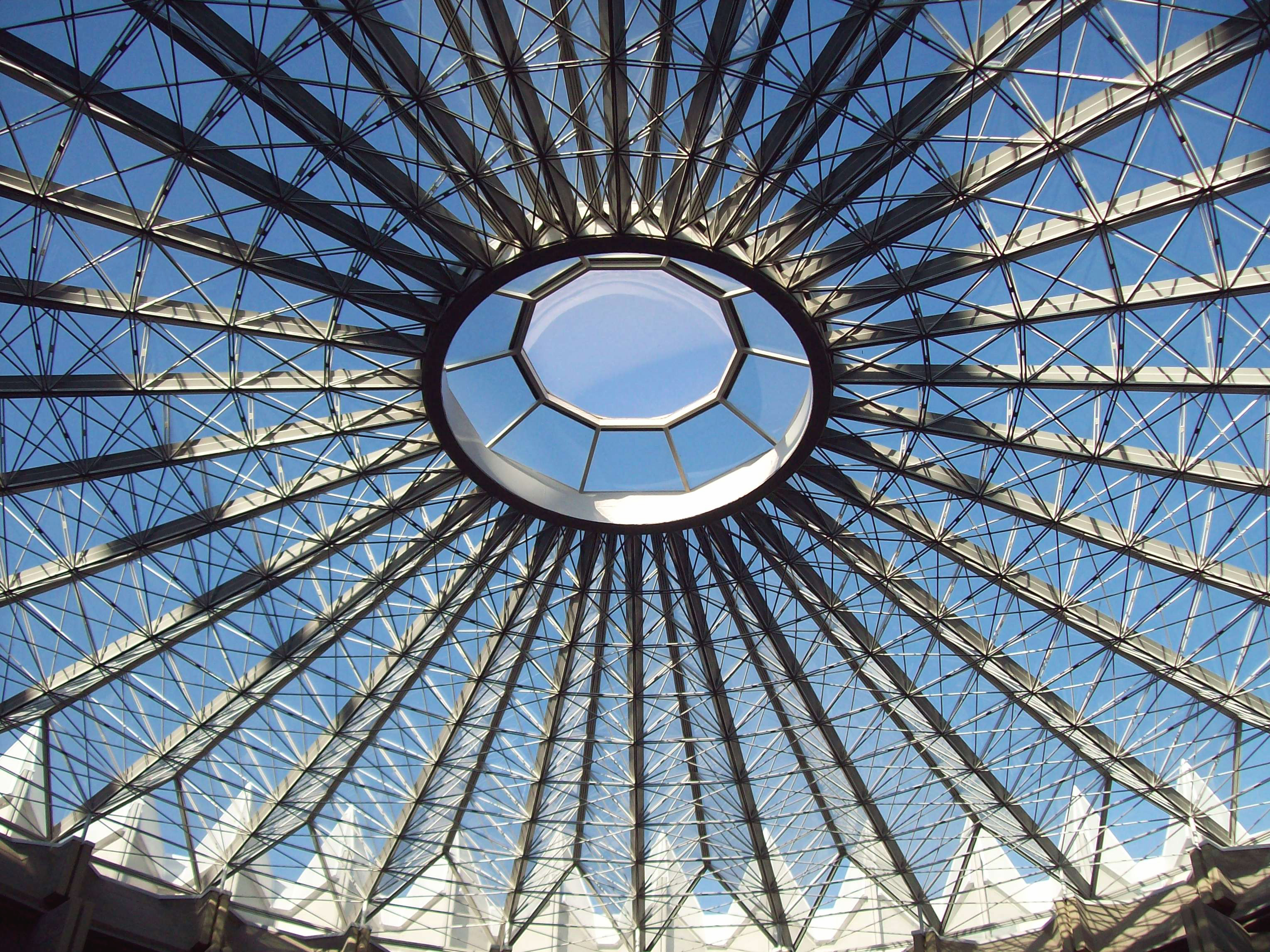
Gran claraboya o tragaluz.
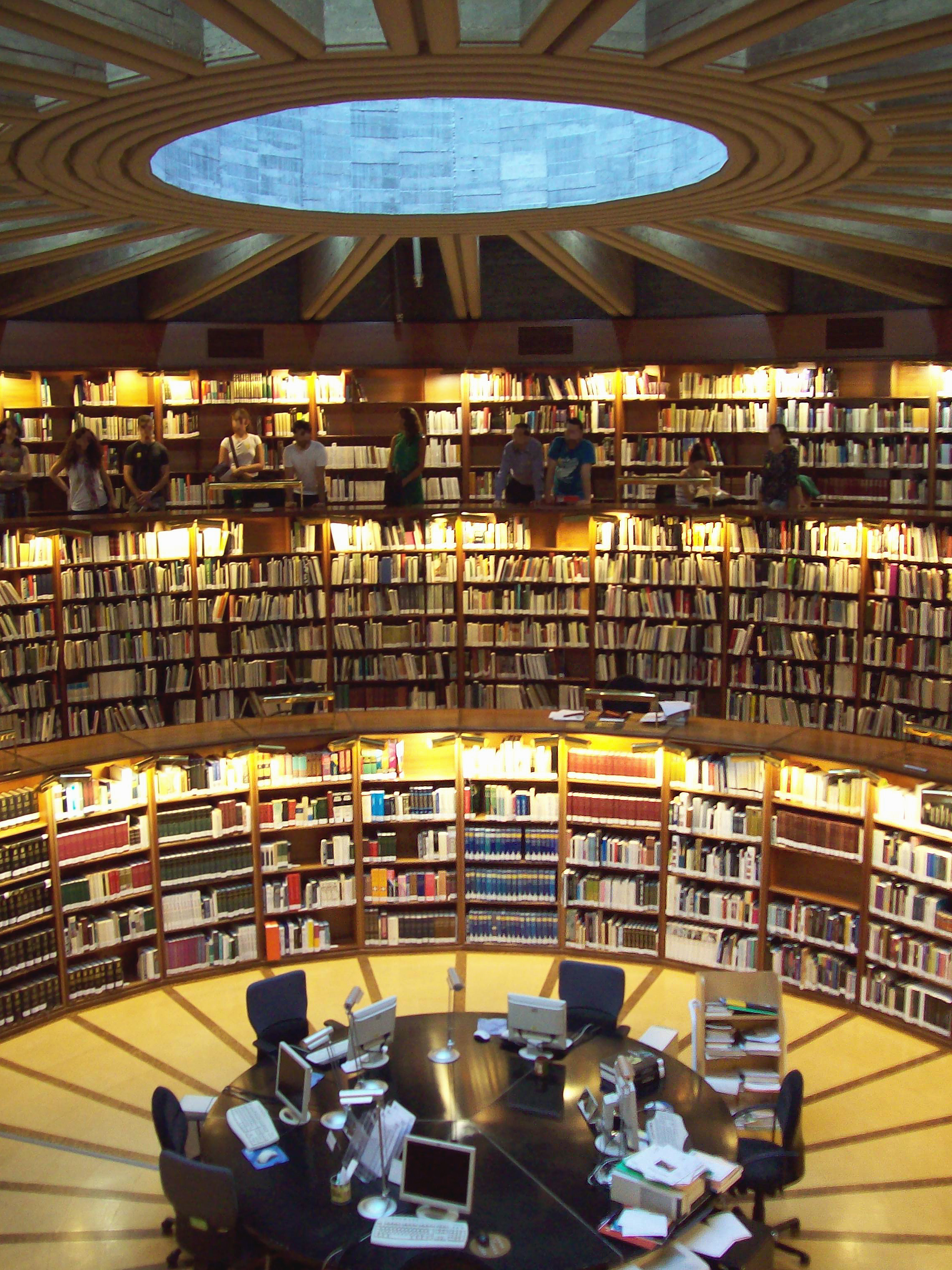
La biblioteca.
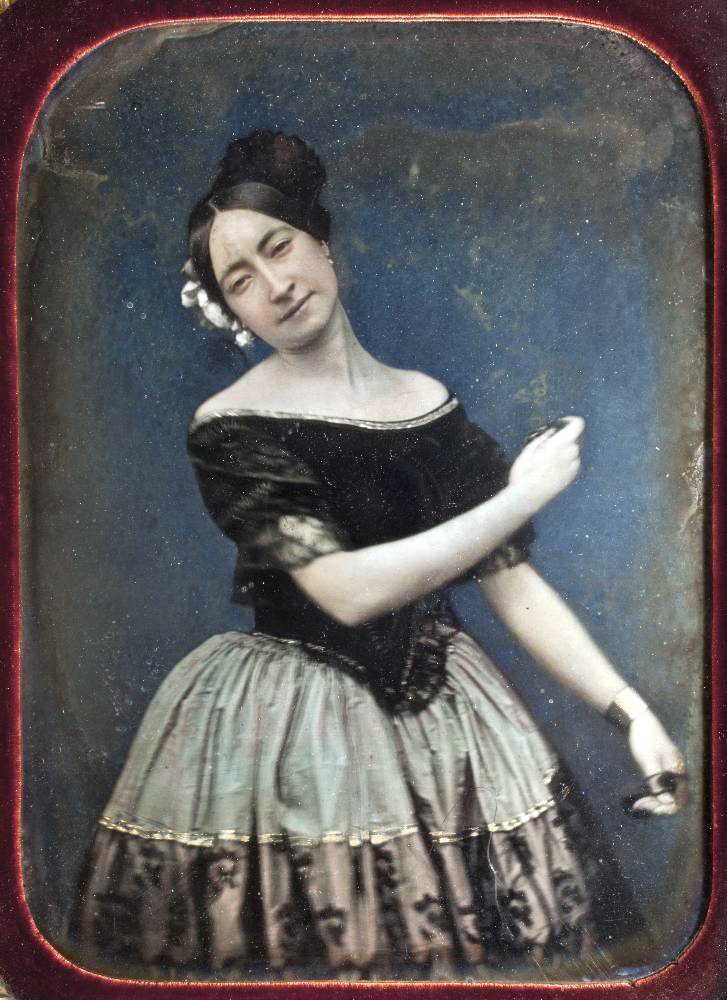
Daguerrotipo de una bailarina bolera, hacia 1850. Fototeca del IPCE.
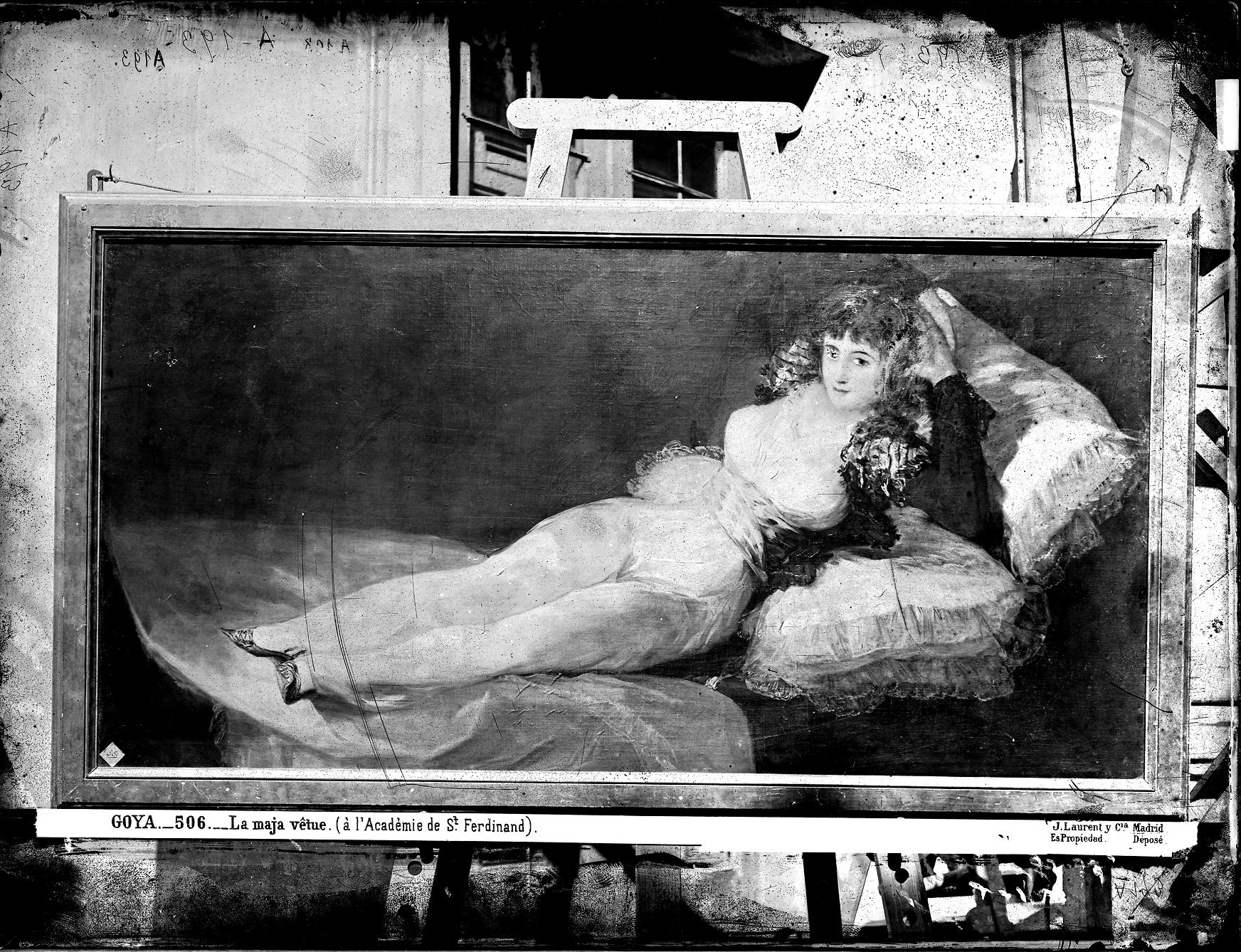
La maja vestida, de Goya, fotografiada al sol, por Laurent, en 1867 o 1868. Fototeca del IPCE.
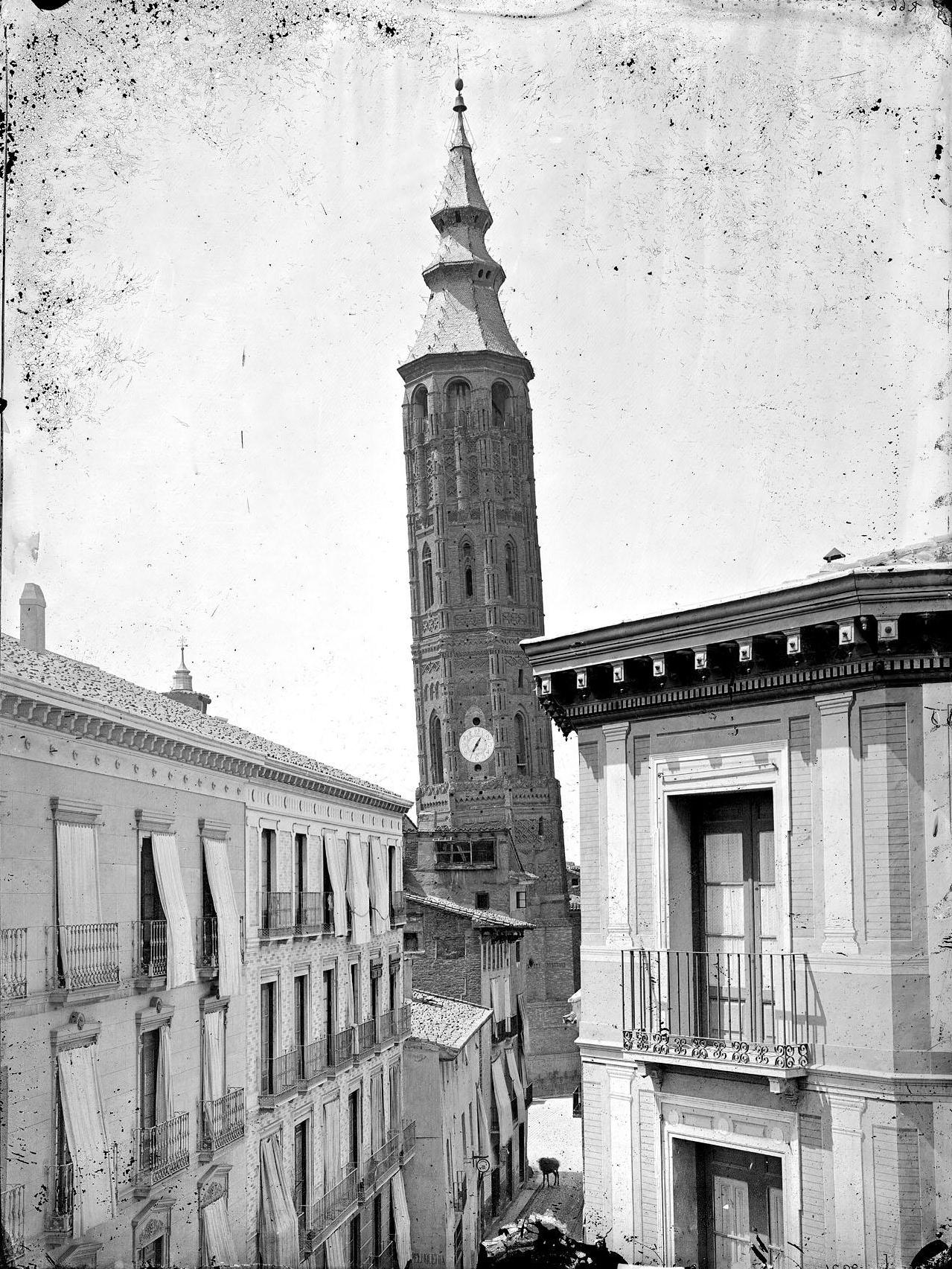
La Torre Nueva de Zaragoza, hacia 1875. Fotografía de Laurent. Fototeca del IPCE.